# District de Rachaya
Le caza de Rachaya (en arabe : قضاء راشيا) est un district administratif du Liban, qui fait partie intégrante du gouvernorat de la Bekaa. Le chef-lieu du district est la ville du même nom, Rachaya.

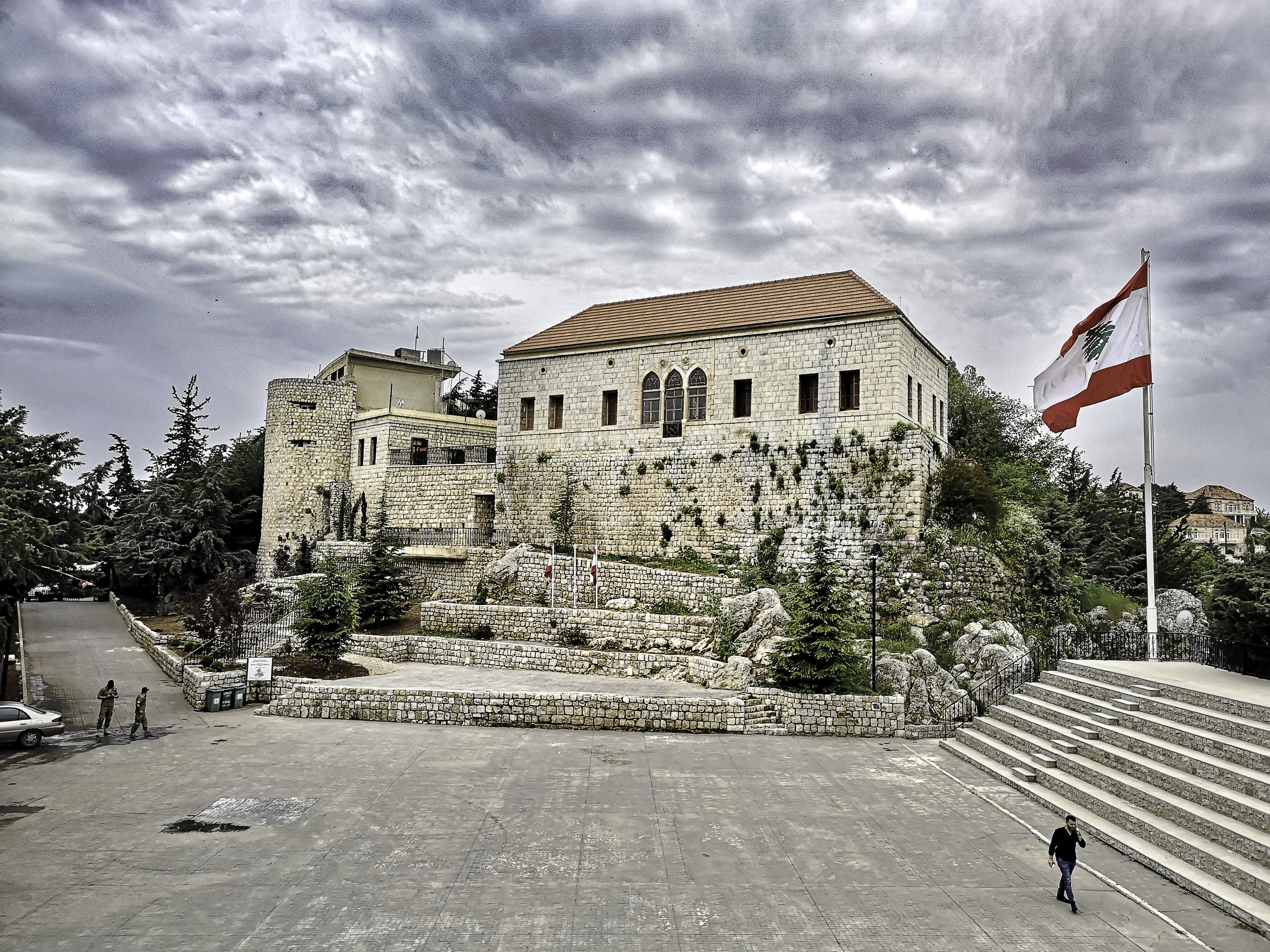
Citadelle russe